# Bickmarsh
Bickmarsh est une localité anglaise située dans le comté du Worcestershire.